# Robert Maudsley
- Este artigo foi inicialmente traduzido, total ou parcialmente, do artigo da Wikipédia em inglês cujo título é «Robert Maudsley».

Robert John Maudsley (nascido em 26 de junho de 1953) é um assassino em série inglês condenado pela morte de quatro pessoas, com um dos assassinatos ocorrendo em um hospital psiquiátrico e dois na prisão. Segundo a CNN, ele é "considerado o mais perigoso da Inglaterra" e cumpre prisão perpétua numa solitária.  
Maudsley serviu de inspiração para a criação do personagem Hannibal Lecter apesar das autoridades dizerem que as acusações eram falsas.   

## Biografia

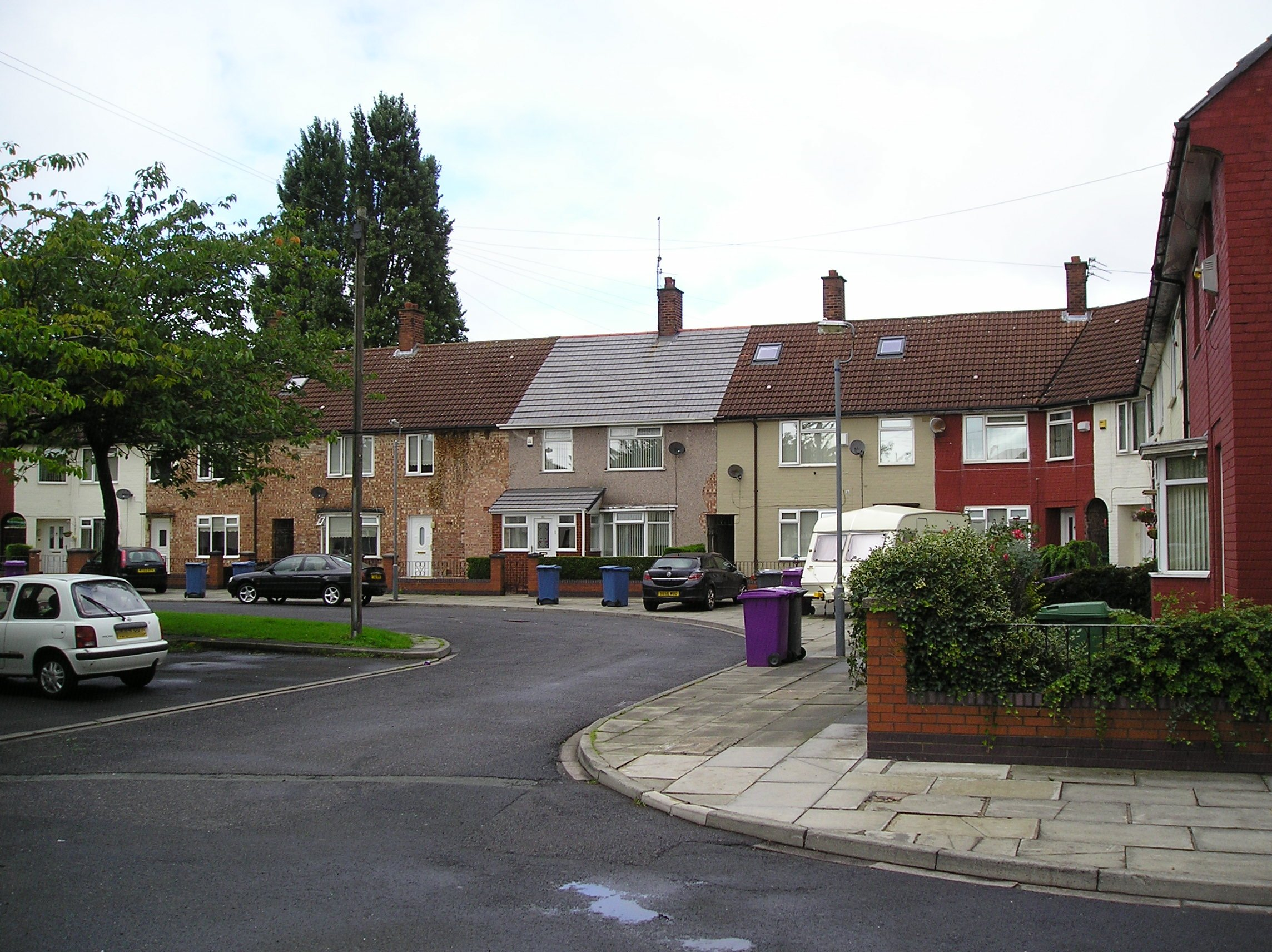
Uma rua de Speke, onde também nasceram George Harrison e Paul McCartney

Robert Maudsley foi o quarto de 12 filhos, nascido em Speke, Liverpool, passando seus primeiros anos em um orfanato católico em Crosby com seus três irmãos mais velhos. Aos oito anos de idade, Maudsley e seus três irmãos mais velhos foram resgatados por seus pais e Maudsley foi submetido a abusos rotineiros por parte de seu pai até que finalmente foi retirado de seus cuidados pelos serviço social. Maudsley afirmou mais tarde que foi estuprado quando criança por seu pai e tal abuso lhe deixou profundas cicatrizes psicológicas. 
Quando adolescente, no final dos anos 1960, Maudsley se prostituía em Londres, usando sua renda para sustentar seu vício em drogas. Ele foi forçado a procurar ajuda psiquiátrica após várias tentativas de suicídio. Foi durante sua conversa com médicos que ele afirmou ter ouvido vozes dizendo para matar seus pais. Segundo ele: "Se eu tivesse matado meus pais em 1970, nenhuma dessas pessoas teriam morrido." 

## Assassinatos
Em 1974, Maudsley estrangulou John Farrell em Wood Green, Londres. Farrell contratou Maudsley para uma sessão de sexo e supostamente mostrou a ele fotos de crianças que ele havia abusado sexualmente. Maudsley então o matou e se entregou à polícia, dizendo que precisava de cuidados psiquiátricos. Foi posteriormente considerado incapaz de ser julgado e enviado para o Hospital Broadmoor.
Em 1977, ele e outro paciente, David Cheeseman, que na época cumpria pena por estupro e agressão sexual de uma menina de dezesseis anos, se trancaram em uma cela com um terceiro paciente chamado David Francis, um molestador de crianças condenado. O ataque foi reivindicado como vingança por um "ataque homossexual" a um dos amigos dos dois homens. Eles torturaram Francis até a morte por um período de nove horas. Quando a cela foi aberta pelos guardas, o crânio de David Francis foi encontrado aberto, com o cérebro sem alguns pedaços perfurados por uma colher. Em meio às suposições de que o assassino teria comido parte do órgão, Robert Maudsley serviu de inspiração para o personagem Hannibal Lecter. Após este incidente, Maudsley foi condenado por homicídio culposo e enviado para a prisão de Wakefield. Ele não gostou da transferência e deixou claro que queria voltar para Broadmoor. Maudsley foi mais tarde condenado à prisão perpétua com recomendação de que nunca seja libertado. 
Em 1978, Maudsley matou outros dois prisioneiros na prisão de Wakefield num em um único dia; ele havia originalmente planejado matar sete. Sua primeira vítima foi Salney Darwood, que havia sido preso por matar sua esposa. Na época, Darwood estava dando aulas de francês para Maudsley, que o convidou para sua cela, onde o estrangulou e esfaqueou antes de esconder seu corpo debaixo da cama. Ele então tentou atrair outros prisioneiros para sua cela, mas todos recusaram. Maudsley então rondava a ala em busca de uma segunda vítima, eventualmente encurralou e esfaqueou o prisioneiro William Roberts até a morte enquanto ele estava deitado em sua cama. Ele cortou o crânio de Roberts com uma adaga improvisada e então bateu sua cabeça contra a parede várias vezes. Maudsley entrou calmamente no escritório da ala, colocou a adaga sobre a mesa e disse ao oficial que dois a menos responderiam à próxima chamada. 
Maudsley afirma que suas vítimas eram estupradores, pedófilos ou criminosos sexuais e que ele é apenas um vingador de criminosos sexuais. 

### Vítimas
- John Farrell: 30 anos, em 14 de março de 1974; suspeito de pedófilia.
- David Francis: 26 anos, em 26 de fevereiro de 1977; molestador de crianças condenado.
- Salney Darwood: 46 anos, em 29 de julho de 1978; preso por agressão sexual e assassinato de sua esposa.
- William Roberts: 56 anos, em 29 de julho de 1978; motivo da prisão não revelado.

## Confinamento na solitária

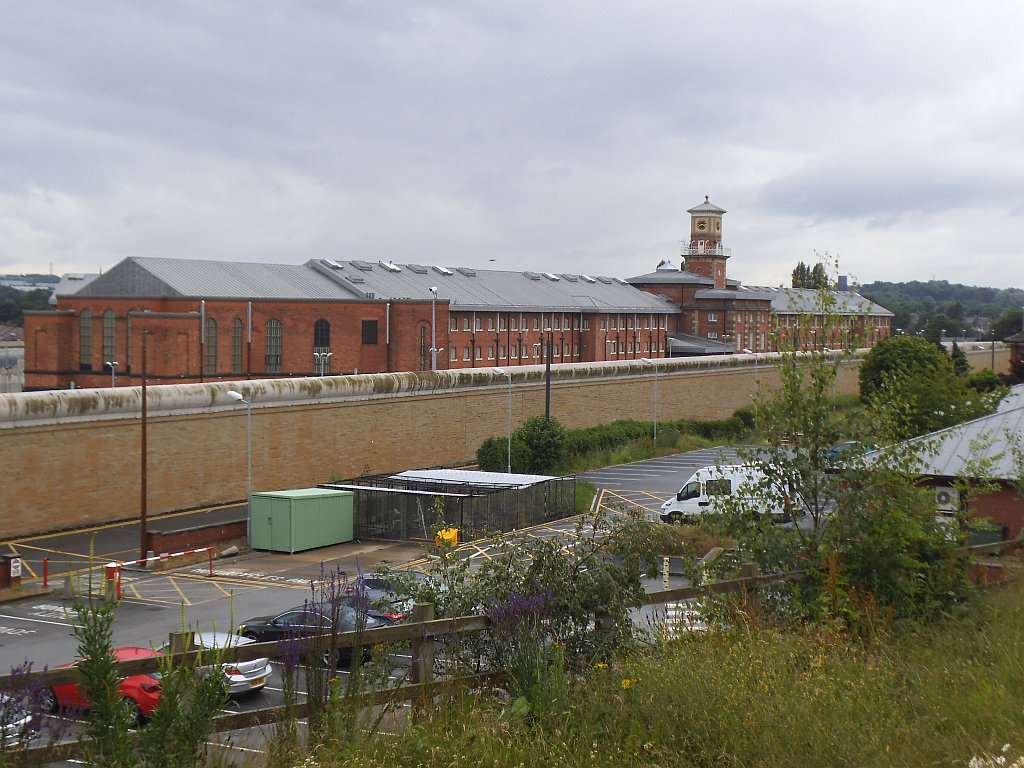
Vista da prisão de Wakefield

Em 1983, Maudsley foi considerado muito perigoso para estar aprisionado numa cela comum e uma unidade especial foi construída no porão da prisão de Wakefield. Trata-se de uma cela de vidro à prova de balas de 20m², com móveis de papelão e apenas um pequena abertura para que lhe seja servida a refeição. Sua cama é de concreto. Devido ao seu histórico de violência, quando sai de sua cela é escoltado por pelo menos quatro agentes penitenciários.   
Em março de 2000, o criminoso implorou, sem sucesso, que os termos de seu confinamento solitário fossem relaxados ou que lhe fosse permitido tirar a própria vida por meio de uma cápsula de cianeto. Ele também pediu um periquito de estimação, o que também lhe foi negado. 
Ele é o prisioneiro britânico há mais tempo numa solitária.   

## Hannibal Lecter
Apesar dos relatos de que ele comeu parte do cérebro de sua segunda vítima, David Francis, o que lhe rendeu o apelido de "Hannibal", entre a imprensa britânica e "O devorador de cérebros" entre os outros prisioneiros, a Comissão de Queixas da Imprensa registra que os jornais nacionais foram posteriormente informados de que as alegações eram falsas, de acordo com o laudo post-mortem de David Francis.    

## Atualizações
- Numa carta enviada para seu sobrinho Gavin há uns anos, o criminoso afirmou que se for solto, matará novamente [6]
- Em julho de 2023, pouco depois dele completar 70 anos, foi anunciado que ele passaria o restante de sua vida na solitária [1]
- Sua história criminal virou um documentário chamado Making a Monster (Fazendo um Monstro) [7]